# Ferencváros Budapest

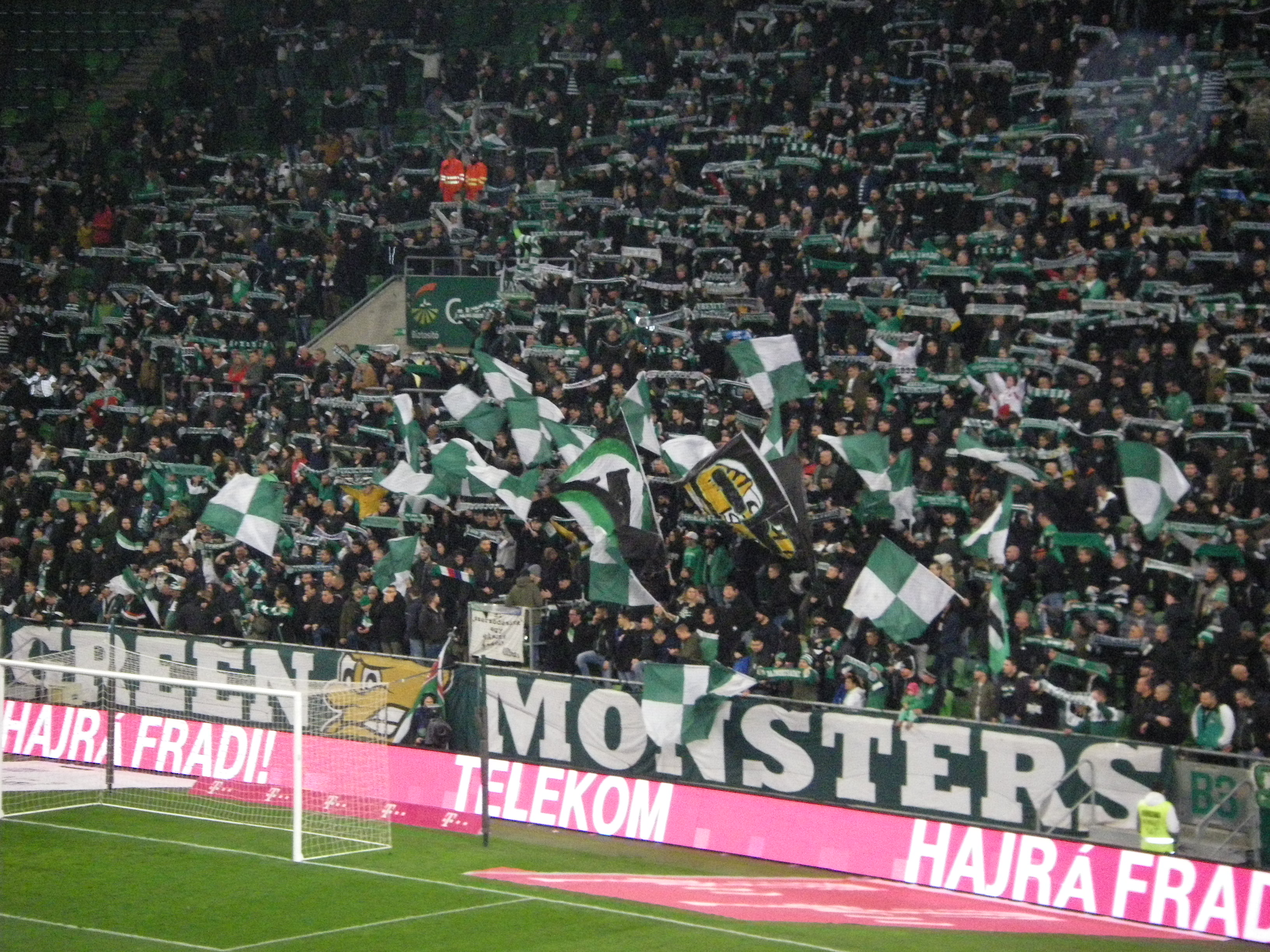
Fradis Fanblock bei einem Heimspiel im November 2019

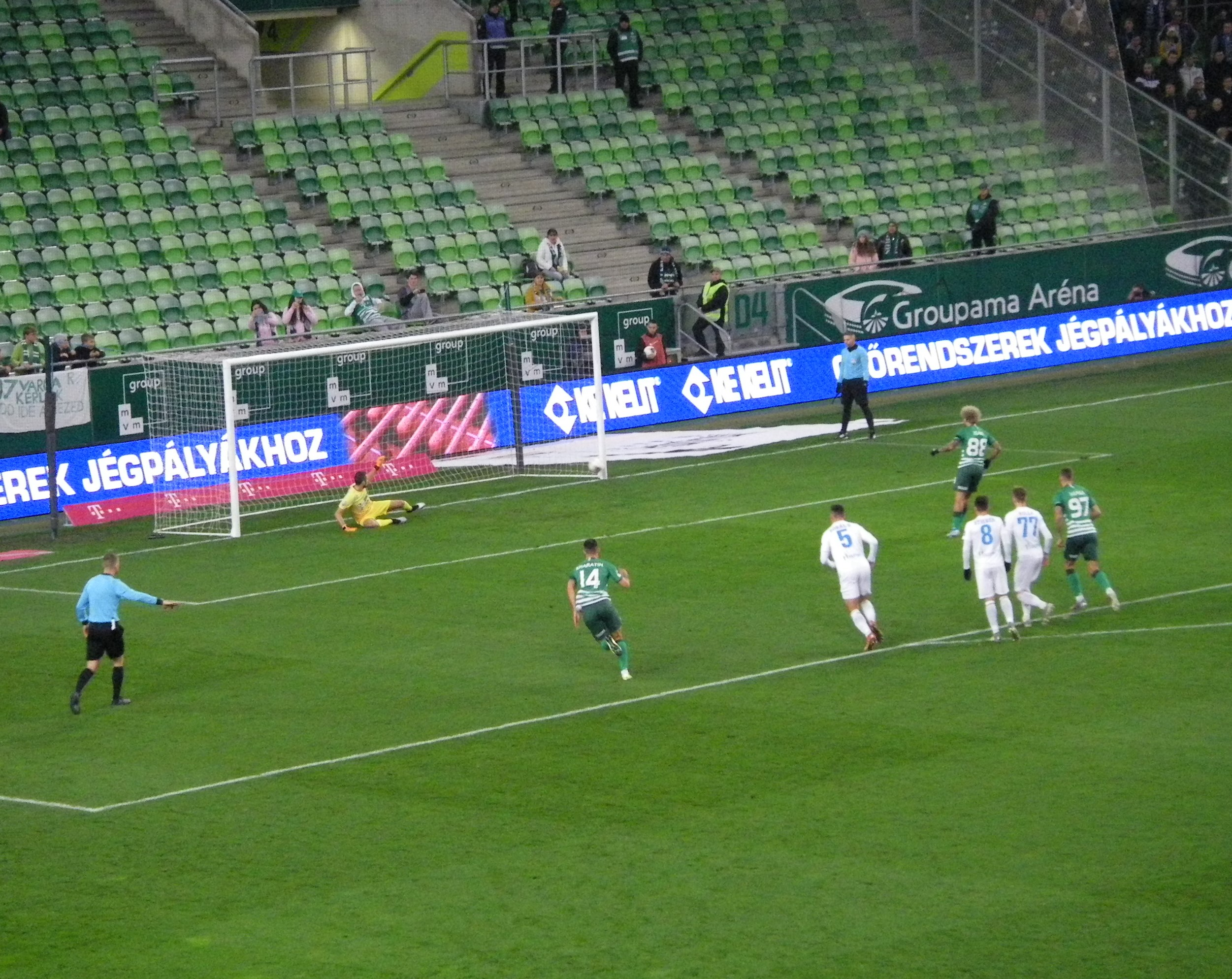
Isael setzt einen Strafstoß an den Pfosten (November 2019)

Der Ferencvárosi Torna Club (deutsch Turnverein Franzstadt), kurz Ferencvárosi TC, Ferencváros, Fradi oder FTC, im deutschsprachigen Raum oft Ferencváros Budapest, ist ein ungarischer Sportverein aus der Hauptstadt Budapest. Heimat und Namensgeber des Vereins ist der südöstliche IX. Stadtbezirk Ferencváros (deutsch Franzstadt), der nach dem österreichischen Kaiser Franz I. benannt ist. Die Farben des 1899 gegründeten Vereines sind Grün und Weiß.
Die im Jahr 1900 gegründete Fußballabteilung des FTC blickt zurück auf eine Geschichte als erfolgreichster Club Ungarns. Sie ist mit 35 bzw. 24 Titeln Rekordmeister und -pokalsieger des Landes und vertrat Ungarn auch auf europäischer Ebene. Die von den Fans oft Fradi genannte Mannschaft, spielte von 1901 bis zum Zwangsabstieg 2006 ununterbrochen in der ersten ungarischen Fußball-Liga. Der Wiederaufstieg gelang 2009. Eine sehr große Rivalität besteht mit Újpest Budapest und das Derby wird als das größte im Land angesehen.
Neben Fußball betreibt der FTC weitere Sektionen, die auch zahlreiche nationale und internationale Erfolge aufweisen. So ist die Eishockeyabteilung mit 28 Meistertiteln die erfolgreichste Ungarns. Die Wasserballsektion der Herren ist mit 23 Meisterschaften die zweiterfolgreichste des Landes. Die Fußballfrauen wurden 2015, 2016, 2019 und zuletzt 2021 ungarischer Meister. Weitere Erfolge erzielten die Sektionen für Turnen, Handball, Radfahren, Wasserball, Ringen, Schwimmen, Leichtathletik, Curling, Kajak und Kegeln.

## Fußball

### Geschichte des Clubs
Der Ferencvárosi Torna Club wurde am 3. Mai 1899 gegründet. Im Wappen des Vereins stehen die drei E für Erkölcs, Erő, Egyetértés („Moral, Kraft, Eintracht“). Vereinsfarben waren von Beginn an Grün-Weiß, sie wurden aus der ungarischen Nationalfahne „geborgt“. Die fünf grünen und vier weißen Streifen stehen für den IX. Bezirk. Seit dem 3. Dezember 1900 gibt es die Fußballabteilung. Einer der ersten Lehrmeister für das Team war im Jahr 1902 die Mannschaft aus Oxford, es gab mit 0:16 die bis heute höchste Niederlage. 1926 spaltete sich die Fußballabteilung als Ferencvárosi Football Club ab und wurde eigenständig, kehrte jedoch 1944 wieder in den Stammverein FTC zurück. In der Meisterschaftssaison 1931/32 gewann der FTC alle 22 Spiele. Diese Leistung ist einmalig in Ungarn und auch weltweit selten. In den Jahren des Stalinismus in Ungarn gab es den FTC unter diesem Namen nicht, da die Popularität des Vereins der Partei- und Staatsführung missfiel – zwischen 1950 und 1956 hieß der Verein ÉDOSZ SE.
Auf internationaler Ebene schaltete Ferencváros auf dem Weg in das Finale des Messestädte-Pokal 1964/65 unter anderem AS Rom, Athletic Bilbao und Manchester United aus. Im Finale, das in Turin stattfand, obsiegten die Budapester durch einen Treffer von Máté Fenyvesi in der 74. Minute gegen Juventus Turin mit 1:0 und holten somit die bislang einzige Trophäe der modernen europäischen Pokalwettbewerbe nach Ungarn. Nachdem der Club schon in der ersten Hälfte des 20. Jahrhunderts bedeutende europäische Turniere gewonnen hatte, gelang Ferencváros Budapest 1995 als erster (und bis 2009 einziger) Mannschaft aus Ungarn auch die Qualifikation zur Gruppenphase der Champions League.
Drei Tage vor dem Saisonbeginn 2006/07 wurde vom ungarischen Verband entschieden, dass Ferencváros wegen finanzieller Unregelmäßigkeiten aus der Meisterschaft ausgeschlossen wird und in der Saison 2006/07 in der zweiten Spielklasse antreten muss. Seit der Vereinsgründung 1900 war es der erste Abstieg des Vereins. Der Klub hatte aufgrund von finanziellen Problemen die Lizenz nicht erhalten, weiterhin standen Gehaltszahlungen verschiedener Trainer und früherer Präsidenten aus. Der sofortige Wiederaufstieg in die erste Liga scheiterte am letzten Spieltag.
2007 benannte der Verein seine Spielstätte, das Stadion Üllői úti nach einem seiner größten Helden in Albert-Flórián-Stadion um. Im März 2013 begann der Abriss der rund 40 Jahre alten Spielstätte mit 18.100 Plätzen, um Platz für ein neues Stadion mit 22.600 Plätzen und 29 V.I.P.-Logen zu schaffen. Im Juli 2014 bekam die neue Heimstätte kurz vor der Fertigstellung den Sponsorennamen Groupama Aréna. Während des Umbaus war die Mannschaft von Ferencváros im Puskás Ferenc Stadion beheimatet.
Im Februar 2008 wurde die Fußballabteilung des FTC vom Besitzer von Sheffield United aufgekauft.
In der Saison 2008/09 gelang die Rückkehr in die höchste ungarische Spielklasse. Dort belegte man in der Spielzeit 2009/10 den 7. Platz und 2010/11 Rang 3, wodurch die Qualifikation für die UEFA Europa League 2011/12 erreicht wurde.
Nach zwölf Jahren, in der Saison 2015/16, gewann Ferencváros wieder die ungarische Meisterschaft. Dieser Triumph wurde in den Jahren 2019, 2020 und 2021 wiederholt.
In der Champions-League-Saison 2020/2021 setzte sich Ferencváros in der Qualifikation unter anderem gegen Celtic Glasgow, Dinamo Zagreb und Molde FK durch und qualifizierte sich so zum zweiten Mal in der Vereinsgeschichte für die Königsklasse. In der Gruppe G trafen die Ungarn auf den FC Barcelona, Juventus Turin und Dynamo Kiew. Mit nur einem Punkt aus sechs Spielen schied Ferencváros nach der Gruppenphase aus.
Zur Saison 2021/22 wurde Peter Stöger als Nachfolger von Serhij Rebrow verpflichtet, der den Klub nach drei Meisterschaften in Folge verließ. Stöger wurde mit einer Liga-Bilanz von zehn Siegen, zwei Unentschieden und drei Niederlagen im Dezember 2021 entlassen, nachdem der Verein infolge einer 2:0-Niederlage beim Debreceni Vasutas SC hinter den Kisvárda FC auf den zweiten Tabellenplatz abgerutscht war.

### Vereinsnamen und Bezeichnungen
Die im deutschsprachigen Raum oft benutzte Bezeichnung „Ferencváros Budapest“ ist in Ungarn selbst ungebräuchlich. Verbreitet ist dort die Kurzform FTC, noch häufiger wird als Rufform Fradi (liebevoll oft in der Diminutivform „Fradika“) gebraucht. Daneben gibt es die Bezeichnung Zöld-Fehérek („Grün-Weiße“). Die Fußballer des FTC werden auch Zöld sasok („Grüne Adler“) genannt.
In der langen Geschichte des Vereins kam es immer wieder zu Namensänderungen:
- 1899–1926 Ferencváros Ferencvárosi Torna Club
- 1926–1944 Ferencváros Ferencváros Football Club (als eigenständiger Fußballverein)
- 1944–1949 Ferencváros Ferencvárosi Torna Club (nach Wiedereingliederung in den Stammverein)
- 1949–1950 ÉDOSZ Élelmezésipari Dolgozók Szakszervezetének Sport Egyesülete
- 1950–1956 Bp. Kinizsi Budapesti Kinizsi Sport Egyesület
- ab 1956 Ferencváros Ferencvárosi Torna Club

### Titel und Erfolge

#### Internationale Titel
- Mitropapokal
  - Sieger (2): 1928, 1937
- Messepokal
  - Sieger (1): 1964/65
  - Finalist: 1967/68
- Europapokal der Pokalsieger
  - Finalist: 1974/75
- UEFA Champions League
  - Qualifikation zur Gruppenphase 1995/96 und 2020/21
- UEFA-Pokal / UEFA Europa League
  - Qualifikation zur Gruppenphase 2004/05 und 2019/20
- Trofeo Teresa Herrera
  - Sieger: 1970

#### Nationale Titel
Die Mannschaft gewann folgende Titel:
- 36 × Ungarischer Meister: 1903, 1905, 1906/07, 1908/09, 1909/10, 1910/11, 1911/12, 1912/13, 1925/26, 1926/27, 1927/28, 1931/32, 1933/34, 1937/38, 1939/40, 1940/41, 1948/49, 1962/63, 1964, 1967, 1968, 1975/76, 1980/81, 1991/92, 1994/95, 1995/96, 2000/01, 2003/04, 2015/16, 2018/19, 2019/20, 2020/21, 2021/22, 2022/23, 2023/24, 2024/25
- 24 × Ungarischer Pokalsieger: 1912/13, 1921/22, 1926/27, 1927/28, 1932/33, 1934/35, 1941/42, 1942/43, 1943/44, 1955–1958, 1971/72, 1973/74, 1975/76, 1977/78, 1990/91, 1992/93, 1993/94, 1994/95, 2002/03, 2003/04, 2014/15, 2015/16, 2016/17, 2021/22
- 6 × Ungarischer Supercupsieger: 1993, 1994, 1995, 2004, 2015, 2016
- 2 × Ungarischer Ligapokalsieger: 2013, 2015
- 1 × Österreichischer Challenge-Cup-Sieger: 1908/09

### Aktueller Kader 2024/25
Stand: Dezember 2024
| Nr. |                         | Position | Name                     |
| --- | ----------------------- | -------- | ------------------------ |
| 1   | Ungarn                  | TW       | Ádám Varga               |
| 3   | Danemark                | AB       | Stefan Gartenmann        |
| 4   | Niederlande             | AB       | Mats Knoester            |
| 7   | Tunesien                | MF       | Mohamed Ali Ben Romdhane |
| 8   | Serbien                 | ST       | Aleksandar Pešić         |
| 10  | Brasilien               | ST       | Kady Borges              |
| 11  | Brasilien               | ST       | Matheus Saldanha         |
| 13  | Nigeria                 | MF       | Anderson Esiti           |
| 15  | Israel                  | MF       | Mohammad Abu Fani        |
| 16  | Norwegen                | MF       | Kristoffer Zachariassen  |
| 17  | Bosnien und Herzegowina | AB       | Eldar Ćivić              |
| 18  | Ghana                   | ST       | Owusu                    |
| 19  | Ungarn                  | ST       | Barnabás Varga           |
| 20  | Mali                    | ST       | Adama Traoré             |
| 21  | Ungarn                  | AB       | Endre Botka              |
| 22  | Ungarn                  | AB       | Gábor Szalai             |

| Nr. |                | Position | Name              |
| --- | -------------- | -------- | ----------------- |
| 23  | Ungarn         | AB       | Lóránd Pászka     |
| 24  | Nigeria        | ST       | Tosin Kehinde     |
| 25  | Lettland       | MF       | Cebrail Makreckis |
| 27  | Frankreich     | AB       | Ibrahim Cissé     |
| 29  | Ungarn         | TW       | Gergő Szécsi      |
| 30  | Ungarn         | ST       | Zsombor Gruber    |
| 34  | Brasilien      | AB       | Raul Gustavo      |
| 44  | Frankreich     | AB       | Ismaïl Aaneba     |
| 54  | Ungarn         | AB       | Norbert Kaján     |
| 64  | Ungarn         | MF       | Alex Tóth         |
| 70  | Ghana          | MF       | Isaac Pappoe      |
| 80  | Elfenbeinküste | MF       | Habib Maïga       |
| 88  | Belgien        | MF       | Philippe Rommens  |
| 90  | Ungarn         | TW       | Dénes Dibusz      |
| 93  | Suriname       | ST       | Virgil Misidjan   |
| 99  | Ecuador        | AB       | Cristian Ramírez  |

### Ehemalige Spieler
- Flórián Albert
- László Bálint
- Muhamed Bešić
- Zoltán Blum
- Philipp Bönig
- Zoltán Czibor
- Ferenc Deák
- Attila Dragóner
- Zoltán Ebedli
- Gyula Feldmann
- Máté Fenyvesi
- István Géczi
- Zoltán Gera
- József Háda
- Tamás Hajnal
- Szabolcs Huszti
- Dramane Kamaté
- Tibor Kemény
- Sándor Kocsis
- Goran Kopunović
- László Kubala
- Zoran Kuntić
- Benjamin Lauth
- Péter Lipcsei
- Krisztián Lisztes
- Marko Marin
- Sándor Mátrai
- Vasile Miriuță
- Eugen Neagoe
- Tibor Nyilasi
- Miklós Páncsics
- Mihály Pataki
- Gyula Rákosi
- György Sárosi
- Imre Schlosser
- Stanislav Šesták
- Tibor Simon
- László Szabadi
- Imre Szabics
- Ferenc Szedlacsek
- József Takács
- Mihály Táncos
- András Telek
- Zoltán Varga
- Gábor Zsiborás

### Trainer seit 1926
- 1926–1930 István Tóth-Potya
- 1930–1937 Zoltán Blum
- 1937 Sándor Bródy
- 1937 József Sándor
- 1937–1938 Emil Rauchmaul
- 1938 Ignác Amsel
- 1938–1939 György Hlavay
- 1939–1942 Lajos Dimény
- 1943 István Tóth-Potya
- 1943–1944 Alfréd Schaffer
- 1944 Elemér Berkessy
- 1945 Pál Szabó
- 1945 István Mike
- 1945–1946 Gábor Urbancsik
- 1946–1947 Lajos Dimény
- 1947 Zoltán Opata
- 1948–1950 Antal Lyka
- 1950 Miklós Vadas
- 1951 Gábor Urbancsik
- 1952 Ferenc Deák
- 1953–1956 Károly Sós
- 1957 Árpád Csanádi
- 1958–1961 Sándor Tátrai
- 1961–1965 József Mészáros
- 1965 Oszkár Vilezsál
- 1966 Sándor Tátrai
- 1967–1969 Károly Lakat
- 1970 Géza Kalocsay
- 1970 Jenő Dalnoki
- 1970–1973 Ferenc Csanádi
- 1973 Dezső Novák
- 1973–1978 Jenő Dalnoki
- 1978–1980 Zoltán Friedmanszky
- 1980–1983 Dezső Novák
- 1984–1985 Géza Vincze
- 1985–1987 Jenő Dalnoki
- 1987–1990 Gyula Rákosi
- 1990–1994 Tibor Nyilasi
- 1994–1996 Dezső Novák
- 1996 József Mucha
- 1996–1997 Zoltán Varga
- 1997–1998 Tibor Nyilasi
- 1999 Marijan Vlak
- 1999 József Mucha
- 1999–2000 Stanko Poklepović
- 2000–2001 János Csank
- 2002–2003 József Garami
- 2004 Attila Pintér
- 2004–2005 Csaba László
- 2005–2007 Imre Gellei
- 2007 Zoran Kuntic
- 2007–2008 János Csank
- 2008–2009 Bobby Davison
- 2009–2010 Craig Short
- 2010–2011 László Prukner
- 2011–2012 Lajos Détári
- 2012–2013 Ricardo Moniz
- 2013–2018 Thomas Doll
- 2018–2021 Serhij Rebrow
- 2021 Peter Stöger
- 2021–2023 Stanislaw Tschertschessow
- seit 2023 Dejan Stanković

## Handball
Die Handballabteilung wurde 1950 gegründet. Gespielt wird in der Elek Gyula Aréna mit einem Fassungsvermögen von 1300 Zuschauern.

### Männer
Die Männermannschaft gewann 1963 den ungarischen Pokal. In der ungarischen Meisterschaft wurde die Mannschaft 1957 und 1980 Zweiter, 1958 und 1962 Dritter. Nach zwischenzeitlichen Abstiegen in die zweitklassige NB 1/B gelang 2009 und 2017 der Wiederaufstieg. In der Saison 2022/23 spielt sie unter Trainer István Pásztor erstklassig.
Bekannte Spieler
- Gábor Ancsin
- Zsolt Balogh
- Ádám Borbély
- Dániel Buday
- Bendegúz Bujdosó
- Péter Lendvay
- Bence Nagy (Torschützenkönig 2021/22)
- Timuzsin Schuch
- Márton Székely
- Marinko Kelečević (Torschützenkönig 2010/11)
- Rade Mijatović
- José Savon

### Frauen

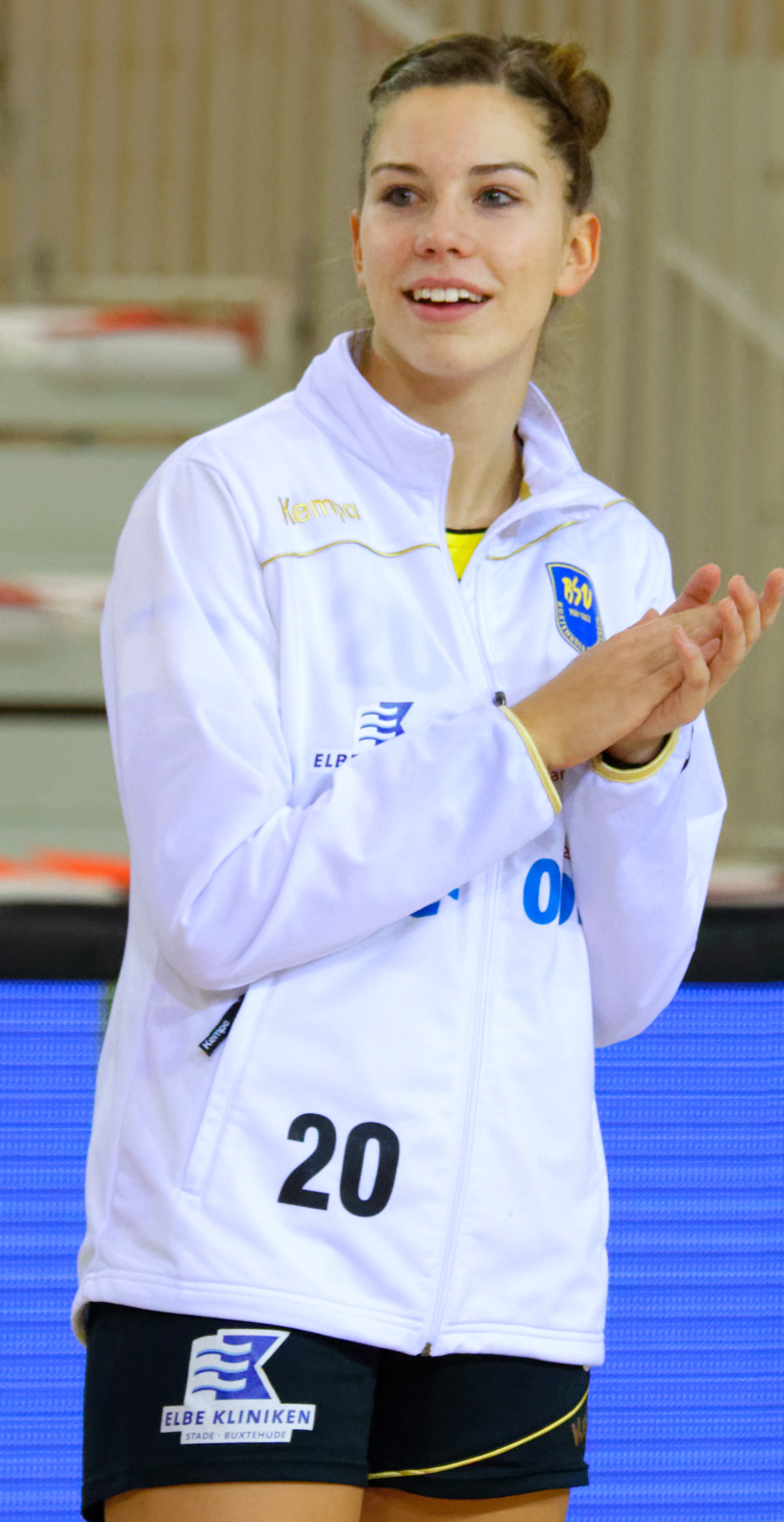
Emily Vogel spielt seit 2020 für die Handballmannschaft Ferencváros

Die Frauenmannschaft ist mit 13 ungarischen Meisterschaften dritterfolgreichste Mannschaft hinter Győri ETO KC (18) und Vasas Budapest (15). Trainiert wird sie seit 2008 von Gábor Elek, dessen Vater Gyula dort von 1966 bis 1985 und 1990 bis 1992 Trainer war.
- Nemzeti Bajnokság I (ungarische Meisterschaft):
  - 14 × Ungarischer Meister: 1966, 1968, 1969, 1971, 1993/94, 1994/95, 1995/96, 1996/97, 1999/00, 2001/02, 2006/07, 2014/15, 2020/21, 2023/24
  - 21 × Vizemeister: 1963, 1967, 1970, 1972, 1973, 1976, 1977, 1978, 1992/93, 1998/99, 2000/01, 2002/03, 2005/06, 2008/09, 2011/12, 2012/13, 2013/14, 2015/16, 2016/17, 2017/18, 2018/19

- Magyar Kupa (ungarischer Pokal):
  - 15 × Pokalsieger: 1967, 1970, 1972, 1977, 1992/93, 1993/94, 1994/95, 1995/96, 1996/97, 2000/01, 2002/03, 2016/17, 2021/22, 2022/23, 2023/24
  - 11 × Finalist: 1963, 1973, 1978, 1986, 1997/98, 1998/99, 2006/07, 2009/10, 2012/13, 2013/14, 2014/15

- EHF Champions League:
  - 3 × Finalist: 1970/71, 2001/02, 2022/23
  - 3 × Halbfinale: 1995/96, 1996/97, 2000/01

- Europapokal der Pokalsieger:
  - 3 × Sieger: 1977/78, 2010/11, 2011/12
  - 2 × Finalist: 1978/79, 1993/94

- EHF-Pokal:
  - 1 × Sieger: 2005/06
  - 1 × Halbfinale: 2004/05